# مانويلا أركوري
مانويلا أركوري (بالإيطالية: Manuela Arcuri)‏ مواليد 8 يناير 1977 في لاتيوم، إيطاليا، هي ممثلة إيطالية بدأت مسيرتها الفنية عام 1990.

## روابط خارجية
- مانويلا أركوري على موقع IMDb (الإنجليزية)
- مانويلا أركوري على موقع روتن توميتوز (الإنجليزية)
- مانويلا أركوري على موقع أول موفي (الإنجليزية)
- مانويلا أركوري على موقع قاعدة بيانات الفيلم (الإنجليزية)